# Léo Anguenot
Léo Anguenot (* 25. August 1998 in Annecy, Haute-Savoie) ist ein französischer Skirennläufer und ehemaliger Wasserskiläufer. Er ist auf die technischen Disziplinen Riesenslalom und Slalom spezialisiert.

## Biografie

### Wasserski
Léo Anguenot begann im Alter von vier Jahren, angeleitet durch seinen Vater, mit dem Wasserskilauf. Er gewann für den Ski Nautique Club Sevrier Annecy mehrere nationale und internationale Juniorentitel, ehe er sich ganz dem Alpinsport widmete. Seine größten Erfolge konnte er in den Jahren 2014 und 2015 feiern, als er unter anderem in Seseña und Rom vier U17-Europameistertitel in den Disziplinen Springen und Kombination gewann. Zudem war er zeitweise die Nummer eins der U17-Weltrangliste. Der 2022 auf einem Filmfestival in Annecy erstmals aufgeführte Kurzfilm Duo behandelt seinen Karriereweg im Wasserskilauf und Ski alpin sowie seine Freundschaft zu Hugo Desgrippes, der eine ähnliche Laufbahn aufweisen kann.
Seine jüngere Schwester Inès ist ebenfalls als Wasserski- und Skirennläuferin aktiv.

### Ski alpin
Im Alter von 16 Jahren bestritt Anguenot in Val Thorens seine ersten beiden FIS-Rennen. Anfang Januar 2016 gab er im Slalom von Val-Cenis sein Europacup-Debüt. Einen Monat später nahm er an den Olympischen Jugend-Winterspielen in Lillehammer teil und belegte die Ränge 15 und 18 in Slalom und Super-G. Im Riesenslalom und in der Kombination schied er aus, mit der Mannschaft wurde er Neunter. Ein Jahr danach erreichte er bei der Universiade in Almaty Slalomrang 23. Bei seinen ersten Juniorenweltmeisterschaften in Davos belegte er in seiner Paradedisziplin Riesenslalom Platz acht, im Slalom schied er aus. Im folgenden Winter konnte er sich im Europacup steigern und fuhr mehrmals in die Punkteränge. Im Rahmen der Juniorenweltmeisterschaften im Fassatal schaffte er es auf Riesenslalomrang fünf. In der Saison 2019/20 verbesserte er seine Europacup-Ergebnisse erneut und erreichte als Dritter im ersten Riesenslalom von Méribel seinen ersten Podestplatz. Nach einer im folgenden Herbst erlittenen schweren Schulterverletzung gewann er 2021 mit Kombinationssilber und Slalombronze erstmals zwei Medaillen bei französischen Meisterschaften. Nach einem weiteren Europacup-Podestplatz gelang ihm im Dezember 2023 in Zinal sein erster Sieg auf diesem Niveau.
Am 12. Januar 2019 gab Anguenot auf dem Chuenisbärgli in Adelboden sein Weltcup-Debüt. Im März 2022 belegte er mit der französischen Mannschaft beim Weltcup-Finale in Courchevel/Méribel Rang fünf. Seine ersten Punkte in einem Einzelrennen gewann er knapp zehn Monate später mit Platz 16 in Adelboden. Bei den Heimweltmeisterschaften 2023 klassierte er sich auf den Rängen 24 und 29 in Riesenslalom und Slalom, mit der Mannschaft wurde er Siebenter. Den Winter 2023/24 startete er mit Rang 21 in Val-d’Isère. In der Saison 2024/25 gelang ihm beim Riesenslalom auf der Gran Risa in Alta Badia mit Rang zwei der erste Weltcup-Podestplatz seiner Karriere.

## Erfolge

### Weltmeisterschaften
- Courchevel/Méribel 2023: 7. Mannschaftswettbewerb, 24. Riesenslalom, 29. Slalom
- Saalbach-Hinterglemm 2025: 8. Mannschaftswettbewerb, 15. Riesenslalom

### Weltcup
- 1 Platzierung unter den besten zehn, davon 1 Podestplatz

### Weltcupwertungen
| Saison  | Gesamt | Gesamt | Riesenslalom | Riesenslalom | Slalom | Slalom |
| Saison  | Platz  | Punkte | Platz        | Punkte       | Platz  | Punkte |
| ------- | ------ | ------ | ------------ | ------------ | ------ | ------ |
| 2022/23 | 130.   | 15     | 47.          | 15           | –      | –      |
| 2023/24 | 73.    | 86     | 27.          | 81           | 52.    | 5      |
| 2024/25 | 52.    | 165    | 15.          | 165          | -      | -      |

### Europacup
- Alpiner Skieuropacup 2023/24: 9. Riesenslalomwertung
- 4 Podestplätze, davon 2 Siege:

| Datum             | Ort      | Land       | Disziplin    |
| ----------------- | -------- | ---------- | ------------ |
| 7. Dezember 2023  | Zinal    | Schweiz    | Riesenslalom |
| 22. Dezember 2023 | Valloire | Frankreich | Riesenslalom |

### Juniorenweltmeisterschaften
- Davos 2018: 8. Riesenslalom
- Fassatal 2019: 5. Riesenslalom

### Weitere Erfolge
- 2 französische Vizemeistertitel (Kombination 2021 und Riesenslalom 2023)
- 7 Siege in FIS-Rennen